# 統一碼聯盟
統一碼聯盟（英語：The Unicode Consortium）是統籌統一碼發展的非營利組織，成立於1991年1月3日，由三位軟體工程師分別是Joe Becker、Lee Collins，Mark Davis發起。

## 簡介
統一碼聯盟之宗旨為推動最終以統一碼取代現存的字符編碼，因為現存編碼不能夠在多語言電腦環境中使用，而且字符數有侷限。同時它也制定了數種統一碼轉換格式。Unicode的成功讓電腦使用進入了一個新紀元，並應用於很多新技術，如XML、Java程式語言和現今的作業系統。
統一碼聯盟具投票權的成員，包括Adobe、蘋果、孟加拉電腦理事會、百科、Facebook、Google、IBM、微軟、阿曼基金和宗教事務部、Monotype、Netflix、Salesforce、SAP SE、坦米爾虛擬學院以及加州大學柏克萊分校。
和技術有關的決定，交由統一碼技術委員會（UTC）處理。至2020年七月，UTC有九個具備完全資格的成員，八家是科技公司包括Adobe、蘋果、Facebook、Google、IBM、微軟、Netflix及SAP SE。剩下一名成員是阿曼基金和宗教事務部。
統一碼聯盟積極與各標準制訂機構合作，包括國際標準化組織（ISO）、國際電工委員會（IEC）、萬維網聯盟（W3C）、網際網路工程工作小組（IETF）和Ecma國際（原國際歐洲計算機製造協會）等。

## 歷史
國際標準化組織的一些會員於1984年發起制定新的國際字元集編碼標準，即通用字元集ISO/IEC 10646。其草案初稿的編碼結構在公佈之後，立即遭到美國部份電腦業者的反對。1988年初，美國全錄公司的工程師Joe Becker倡議以新的編碼結構編訂國際字元編碼標準，由一群來自全錄和蘋果的工程師組成工作小組，負責統一碼的原始設計工作。
1991年元月，十多家電腦硬軟體、網路和資訊服務業者，包括：IBM、DEC、昇陽電腦（Sun Microsystems）、全錄（Xerox）、蘋果、微軟、Novell等知名公司，共同出資成立統一碼聯盟，並設立非營利的統一碼公司。原先的工作小組擴編為統一碼技術委員會，專責統一碼的字元蒐集、整理、編碼等工作。推動統一碼成為國際標準的工作，則由統一碼公司負責。
由於統一碼聯盟持續遊說和施壓，通用字元集的工作小組WG2放棄原先選擇的編碼結構，改採統一碼的編碼方式。1991年10月，歷經幾個月的協商之後，雙方成協議，將統一碼併入通用字元集；各國語言字元的搜集、整理和編碼等工作轉由WG2主導，而統一碼聯盟則積極協助。雙方仍然各自出版自己的編碼標準，但保持兩者的相容。

## 延伸閲讀
- . Web publication. March 2019. ISBN 978-1-936213-22-1.
- 5th. Addison-Wesley. October 2006. ISBN 978-0-321-48091-0.
- . Addison-Wesley. August 2003. ISBN 978-0-321-18578-5.